# Bruno Fratus
Bruno Giuseppe Fratus (* 30. června 1989 Macaé) je brazilský plavec.
Začínal v Esporte Clube Pinheiros v São Paulu. Připravuje se v Coral Springs na Floridě a v Mezinárodní plavecké lize závodí za tým Tokyo Frog Kings. Jeho manželkou a trenérkou je Michelle Lenhardtová.
V závodě na 50 metrů volným způsobem je trojnásobným olympijským finalistou. V roce 2012 byl čtvrtý, v roce 2016 šestý, na LOH 2020 obsadil třetí místo a stal se tak nejstarším plavcem, který získal svoji první olympijskou medaili.
Na Panamerických hrách získal pět zlatých medailí: vyhrál kraulařskou štafetu v letech 2011, 2015 a 2019, přidal titul z polohovkářské štafety v roce 2011 a ze závodu jednotlivců na 50 metrů v roce 2019. V roce 2014 vyhrál pacifické mistrovství v plavání na 50 m volný způsob. Na mistrovství světa v plavání byl v roce 2015 třetí na 50 m volný způsob, v roce 2017 druhý na 50 m volný způsob i 4×100 m volný způsob a v roce 2019 druhý na 50 m volný způsob.
Jeho osobní rekord na 50 metrů volným způsobem je 20,98 s v krátkém bazénu a 21,27 s v dlouhém bazénu. Je prvním plavcem v historii, který ve své kariéře zaplaval devadesát závodů v čase pod 22 sekund.